# Simon Picone
Simon Picone (Roma, 26 settembre 1982) è un ex rugbista a 15 italiano, attivo in carriera nel ruolo di mediano di mischia.

## Biografia
Nato a Roma da padre italiano e madre belga, iniziò a praticare il rugby a 8 anni durante una vacanza al Circeo; quando aveva 11 anni la sua famiglia si trasferì a Viterbo e lì iniziò a giocare nel club locale fino al 2000, quando fu ingaggiato dal Rugby Roma con cui esordì in massima divisione il 23 dicembre nella trasferta contro il Livorno, vinta 67-26 e in cui marcò anche una meta; quello fu anche l'unico incontro giocato nel club della Capitale, perché a fine stagione giunse il trasferimento a Silea e, l'anno dopo, al Benetton di Treviso.
Già messosi in luce nelle selezioni Under-19 e Under-21, nel Sei Nazioni 2004 esordì in nazionale maggiore sotto la direzione di John Kirwan contro l'Irlanda.
Scarsamente utilizzato con il successore di Kirwan, Berbizier, fu riproposto in squadra nel Sei Nazioni 2008 dal nuovo C.T. Mallett: l'unica meta in azzurro di Picone fu segnata contro l'Inghilterra nell'incontro che rappresentò all'epoca il miglior risultato dell'Italia contro la formazione d'Oltremanica, una sconfitta per 19-23.
Nel Benetton formò la cerniera di mediani titolari insieme ad Andrea Marcato, apertura anch'egli internazionale; con la formazione veneta vinse cinque titoli di campione d'Italia, l'ultimo nel 2008-09; con il club trevigiano affrontò anche l'esperienza in Celtic League.
Nel 2012 fu a Calvisano, con cui alla sua prima stagione giunse fino alle semifinali per lo scudetto; a fine dicembre 2013, a metà campionato, decise di abbandonare il rugby professionistico e rescisse il contratto con il club lombardo per tornare al Viterbo, suo club originario; tornò a giocare un'ulteriore stagione da professionista, la sua ultima, a L’Aquila in Eccellenza, contribuendo alla salvezza anticipata della squadra.
Alla fine del campionato giunse il suo ritiro definitivo.

## Palmarès
- Campionati italiani: 5
Benetton Treviso: 2002-03, 2003-04, 2005-06, 2006-07, 2008-09
- Coppe Italia: 1
Benetton Treviso: 2004-05
- Supercoppe d'Italia:  1
Benetton Treviso: 2006